# Heterochroma berylloides
Heterochroma berylloides là một loài bướm đêm trong họ Noctuidae.